# 愛知県道314号西尾一色線
愛知県道314号西尾一色線（あいちけんどう314ごう にしおいっしきせん）は、愛知県西尾市の元一般県道である。現在は主要地方道愛知県道12号豊田一色線の一部に組み込まれている。

## 概要

### 路線データ
- 起点：愛知県西尾市
- 終点：愛知県西尾市一色町一色

## 地理

### 通過する自治体
- 愛知県
  - 西尾市

### 交差する道路
- 愛知県道43号岡崎碧南線 （矢曽根町交差点）
- 愛知県道318号宮迫今川線 （矢曽根町交差点）
- 愛知県道383号蒲郡碧南線 （菱池町池畔交差点）
- 愛知県道41号西尾幸田線 （熱池町交差点）
- 愛知県道312号荻原巨海線
- 愛知県道313号荻原一色線（一色町下乾地交差点）
- 国道247号 （間浜橋東詰交差点）

### 沿線・周辺
- 名鉄西尾線 福地駅
- 西尾福地郵便局
- 西尾市立福地南部小学校・西尾市立福地中学校・西尾市立福地南部保育園
- 西尾市立一色中部小学校・西尾市立中部保育園
- 一色悪水路